# عمر بن أحمد جردي مدخلي
عمر بن أحمد جردي مدخلي عالم دين سعودي , ولد في صامطة بمنطقة جازان في المملكة العربية السعودية عام 1341 هـ الموافق 1923 , يعد مدخلي أحد تلامذة الشيخين عبد الله القرعاوي وحافظ الحكمي, كان له جهد في الدعوة والتدريس في منطقة جازان , له كتاب يتحدث فيه عن شيخيه اسماه النهضة الإصلاحية في جنوب المملكة العربية السعودية لصاحبها الشيخ عبد الله بن محمد القرعاوي , نشر عام 1416 هـ , توفي مدخلي يوم السبت الرابع والعشرين من ذي القعدة عام 1429 هـ الموافق 2008 في صامطة.